# Оліщук Петро Григорович
Петро Григорович Оліщук (1912, село Ільковичі, тепер Сокальського району Львівської області — ?) — український радянський діяч, голова колгоспу імені Конєва (імені Ленінського комсомолу, імені Калініна) Сокальського району Львівської області. Герой Соціалістичної Праці (26.02.1958)

## Біографія
Народився в бідній селянській родині. Батько загинув на фронтах Першої світової війни.
З юних років наймитував, був пастухом, працював у власному сільському господарстві.
У 1940—1941 роках  — завідувач господарства (завгосп) колгоспу села Ільковичі Сокальського району Львівської області. Під час німецько-радянської війни деякий час переховувався від німецької влади.
З 1946 року — конюх, бригадир, завідувач конеферми, рільник, завідувач тваринницької (молочно-товарної) ферми колгоспу імені Конєва села Ільковичі Сокальського району Львівської області.
Член КПРС.
З 1955 року — голова колгоспу імені Конєва (потім — імені Ленінського комсомолу, імені Калініна) села Ільковичі Сокальського району Львівської області. Новатор сільськогосподарського виробництва.
Обирався депутатом Львівської обласної ради народних депутатів 5—15-го скликань (у 1955—1977 роках).
Потім — на пенсії в селі Ільковичі Сокальського району Львівської області.

## Нагороди
- Герой Соціалістичної Праці (26.02.1958)
- два ордени Леніна (26.02.1958,)
- ордени
- медалі
- Мала золота медаль Всесоюзної сільськогосподарської виставки (1956)